# Vadvízi kalandok
A Vadvízi kalandok (csehül: Raftaci) egy 2006-os cseh filmvígjáték, a főbb szerepekben Jíri Mádl, Vojtech Kotek és Andrea Ruzicková.
Operatőr: Martin Sácha, vágó: Adam Dvorák, zene: Miroslav Chmyska
Bemutatók:  2006. március 9.
 2006. március 11.
 2008. november 13.
Magyar adó: TV2, Duna TV

## Cselekmény
Két srác, Dany (Vojtech Kotek) és Phillip (Jíri Mádl) kempingezni indulnak a folyóhoz (utóbbi az anyai szigor elől menekülve, előbbi az öccse pesztrálásának kényes feladatát ellógva). Csakhogy az előre leszervezett lánytársaság már a tengerparton heverészik. A srácok ott állnak megfürödve, ráadásul a helyzetet Dany szüleinek felbukkanása is nehezíti. Phillip éppen lelépni készül, amikor megjelenik 12 lány. Ezzel hatalmas kaland kezdődik a fiúk számára. Dany apja eközben régi túravezető ismerősével verseng felesége kegyeiért, míg Phillipet az átvert anya égen-földön keresi. A vége természetesen happy end lesz: a fiúk megtalálják álmaik nőjét, Dany szülei kibékülnek, Phillip édesanyja pedig igen érdekes élettársra lel...

## Szereplők
- Dany (Vojtech Kotek)
- Phillip (Jíri Mádl)
- Hornzík, Dany öccse (Matyás Valenta)
- Klara (Andrea Ruzicková)
- Vendula (Eliska Krenková)
- Dany apja (Milan Steindler)
- Dany anyja (Veronika Freimanová)
- Borsec, táborvezető (Oldrich Navrátil)
- Turek kölcsönzős, sofőr (Jan Antonín Duchoslav)
- Phillip anyja (Pavla Tomicová)
- Dany nagymamája (Jirina Jírásková)
- Rendőr (Petr Ctvrtnícek)
- Frans, tűzoltó (Jíri Helekal)
- Tűzoltóparancsnok (Pavel Novy)
- Ügyelő a tűzoltóbálon (Jíri Pylohnal)
- Szexológus (Boris Hybner)
- Jónás bácsi, Phillip nagybátyja (Pavel Stoll)
- Phillip nagymamája, takarítónő (Olga Schmidtová)
- Műsorvezető a tűzoltóbálon (Martin Dolensky)
- Franta, baltás bohóc (Jíri Cermák)

## Érdekességek
A filmet 2005. júniustól augusztusig forgatták a Moldva folyón.
A filmben egyértelmű a szponzorok jelenléte: Kinder, Tic-tac, McDonald’s, Erste, Sprite, Gumotex